# Sonderfall Schweiz
Der Begriff Sonderfall spielt eine Rolle in der Politik und Selbstwahrnehmung in der Schweiz. Es ist dabei die Schweiz und ihre Geschichte, die als «Sonderfall» innerhalb der Geschichte Europas betrachtet wird. Es geht dabei vor allem um Erklärungsansätze für die überdurchschnittliche wirtschaftliche und politische Stabilität der Schweiz seit der Gründung des Bundesstaates 1848. Ausführungen der Natur des «Sonderfalls Schweiz» können dabei tatsächliche historische oder territoriale Aussergewöhnlichkeiten aufgreifen, solche aber auch in Richtung eines politischen Mythos überhöhen, oft in die Richtung, dass der Schweiz als Staat Vorbildcharakter zukomme.
Oft zitierte Aspekte des Sonderfalls sind:
- die geographische Lage der Schweiz in den Alpen sowie die ethnische Eigenart der Bevölkerung als «alpines Hirtenvolk» bzw. der Schweiz als «Bauernnation». Damit einhergehend auch eine vermeintliche Mentalität mit Tugenden wie ausgeprägter Arbeitsfreudigkeit, Sparsamkeit, Sauberkeit und Vertragstreue.
- die moderne Schweiz (und auch die Alte Eidgenossenschaft) als «Willensnation», die auf freiwilliger Verträge und nicht aufgrund zwingender nationaler Zusammengehörigkeit beruht, damit einhergehend die starke Tradition des Föderalismus
- die aussenpolitische Schweizer Neutralität und das Abseitsstehen von europäischer Grossmachtpolitik
- eine Tradition von persönlicher Freiheit und direkter Demokratie

Der deutsche Begriff «Sonderfall» gilt als unübersetzbar und wird in der französischen und italienischen Schweiz als deutsches Lehnwort übernommen. Historisch geht das «Sonderfalldenken» auf das 19. Jahrhundert zurück. Voll ausgeprägt erscheint es in der berühmten Rede von Carl Spitteler, Unser Schweizer Standpunkt, gehalten 1914 zur Frage der Schweizer Neutralität im Ersten Weltkrieg. In den 1930er und 1940er Jahren griff die Geistige Landesverteidigung den Sonderfallgedanken auf.
Der Begriff «Sonderfall» blieb bis in die 1970er Jahre durchwegs positiv besetzt. Mit dem Beginn der europäischen Integration in der Nachkriegszeit wurde der Gedanke des «Sonderfalls» allerdings auch auf den «Alleingang» der Schweiz ausgedehnt und damit durch Kreise, die eine stärkere Annäherung an Europa wünschten, seit den 1990er Jahren zunehmend als «veraltet» oder «rückwärtsgewandt» oder gar als nationalkonservativen «Mythos» dargestellt. In den späten 1990er Jahren wurde der Begriff der Swissness geprägt, das als politisches Schlagwort zum eigentlichen Gegenbegriff des «Sonderfalles» wurde, indem es Globalisierung und Weltoffenheit ausdrücke, während letzterer geprägt sei von einem Bedrohungskomplex und von Überfremdungsangst.